# Bencomo
Bencomo je priimek več oseb:    
- Cristóbal Bencomo Rodríguez, rimskokatoliški nadškof
- Mario Bencomo, kubanski umetnik